# 鲸齿海象属
鲸齿海象属（学名：Ontocetus）是海象科下的一个属。

## 下属物种
本属包括以下物种：
- 埃氏鲸齿海象 Ontocetus emmonsi (Leidy, 1859)，埃蒙斯鲸齿海象